# Ours en Russie

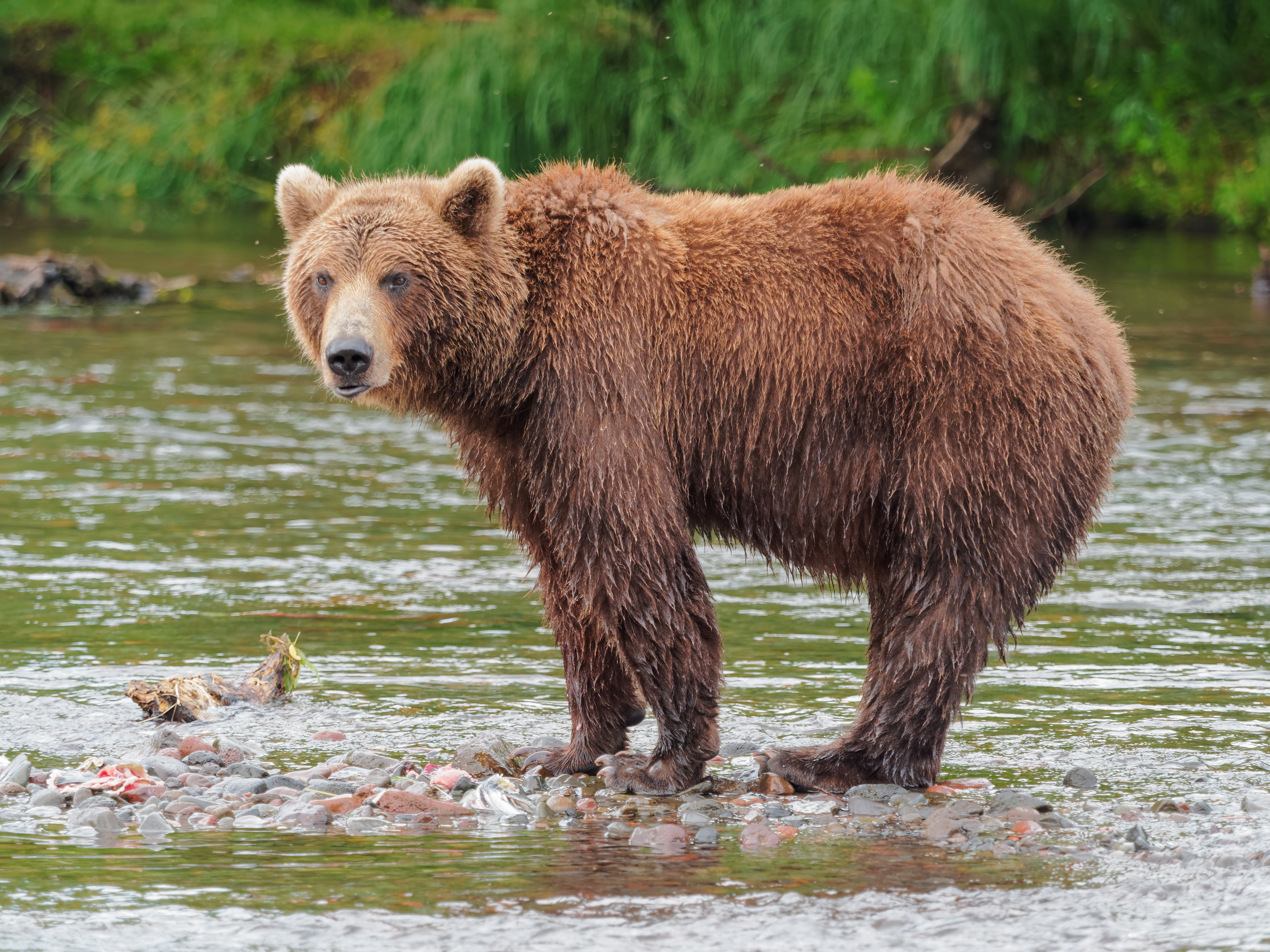
Ours brun du Kamchatka près de Dvuhyurtochnoe en 2015.

Plus de 100 000 ours brun (Ursus arctos, бурый медведь en russe) vivent en Russie aux côtés d'ours polaires et d'ours noir d'Asie.
La Russie concentre le plus grand nombre d'ours au monde. Selon le ministère russe des Ressources naturelles, plus de 286 000 ours ont été dénombrés en 2020 dans le pays et leur nombre augmente chaque année.
L'ours brun occupe les vastes territoires et les biomes variés de la Russie qui lui offrent un habitat propice. Réparti dans de multiples régions de la Russie, allant des forêts boréales de la Sibérie aux chaînes de montagnes du Caucase et des régions côtières de la mer d'Okhotsk à celles de la mer Blanche, l'ours brun est adapté aux diverses conditions climatiques et topographiques de ce pays. En raison de son large éventail d'habitats, l'ours brun présente une variabilité génétique et morphologique considérable dans toute la Russie.

## Culture

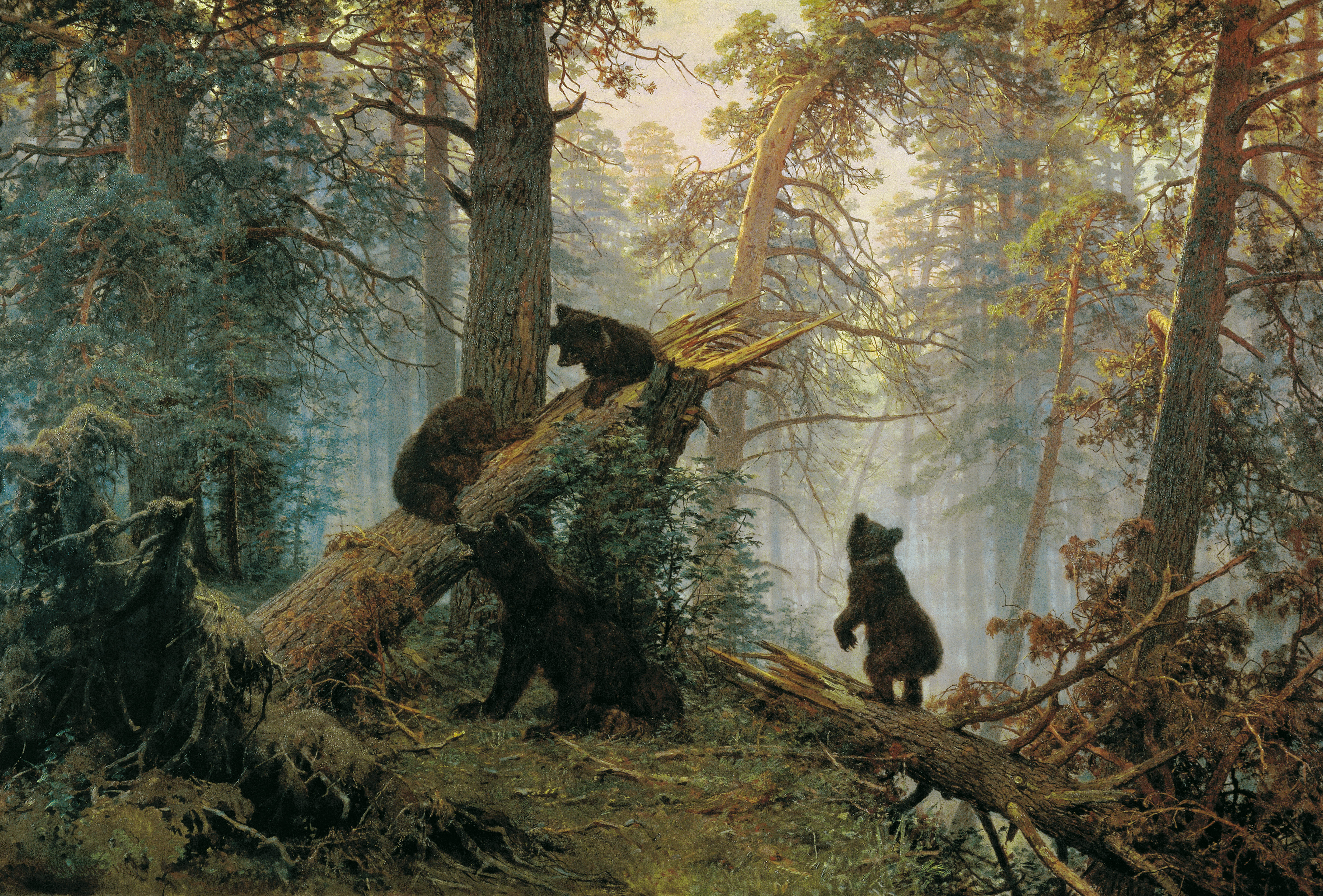
Un matin dans une forêt de pins par les peintres russes Ivan Chichkine et Constantin Savitski (1889).

L'ours brun occupe une place importante dans les symboles culturels et historiques de la Russie (voir Ours russe). De nombreux contes folkloriques mettent en scène des ours (par exemple L'Ours).
Parmi les peuples indigènes de l'extrême orient de Russie, certains peuples comme Nivkhes pratique le culte de l'ours.